# Ludvík Cupal
Ludvík Cupal (né le 23 août 1915 à Ludenburg, Autriche-Hongrie (aujourd'hui Břeclav, Tchéquie), et mort le 15 janvier 1943 à Welehrad, Protectorat de Bohême-Moravie (aujourd'hui Velehrad, Tchéquie)) était un soldat de l'armée tchécoslovaque et chef du commando parachutiste TIN qui avait pour tâche de mener à bien une tentative d'assassinat sur Emanuel Moravec, le ministre de l'éducation et des lumières nationales du Protectorat de Bohême-Moravie  et collaborateur des nazis allemands.

## Biographie
Le père de  Ludvík Cupal travaillait pour Československé státní dráhy, la compagnie de chemin de fer tchécoslovaque. Après avoir fait un apprentissage en serrurerie,  Ludvík travailla comme chaudronnier. En 1934, il se porta volontaire pour effectuer son service militaire, qu'il effectua dans un régiment d'infanterie stationné à Hohenmaut. Il en sortit sous-officier en 1936. Lors de la crise des Sudètes et de la mobilisation de 1938, il fut déployé sur la ligne Beneš face à Glatz.
Après l'occupation de la Tchécoslovaquie par le Reich allemand, il s'est enfui en France en juillet 1939 via la Pologne et a rejoint la Légion étrangère. Après le début de la guerre, il rejoignit l'armée tchécoslovaque en exil à Agde et participa à la bataille de France. Après la défaite de la France, il fut évacué en Angleterre en juin 1940 sur le navire Rod el Farag et sert dans le 2e bataillon d'infanterie de l'armée tchécoslovaque.
En Grande-Bretagne, il s'inscrit à un entraînement spécial et de janvier 1941 à février 1942, il suivit des cours de combat, de sabotage et de parachutisme. Le 28 octobre 1941, il est promu au grade de sergent-chef. En janvier 1942, il fut transféré avec Jaroslav Švarc à la base d'entraînement tchécoslovaque STS (Special Training School) 2 à Bellasis, près de Dorking.
En février 1942, il fut chargé par le gouvernement provisoire tchécoslovaque de diriger le commando TIN, qui avait pour objet d'assassiner Emanuel Moravec, collaborateur influent des nazis. Les deux parachutistes ont été largués sur le territoire du village Weschin près de Rosenthal en Bohême-Centrale dans la nuit du 29 au 30 avril 1942. Avec lui, il y avait Jaroslav Švarc et trois autres parachutistes tchécoslovaques (Václav Kindl, Bohuslav Grabovský, Vojtěch Lukaštík). Lors de l'atterrissage, le groupe se sépara. Cupal, qui s'était blessé à la jambe lors de l'atterrissage et souffrait également de graves blessures internes, fut retrouvé par Vojtěch Lukaštík, qui l'aida à se rendre à Pilsen, puis et plus tard à Wessely an der March. Après l'assassinat de Reinhard Heydrich par l'opération Anthropoid, ils n'osèrent pas se rendre à Prague. Avec Vojtěch Lukaštík, Cupal entreprit une série d'actes de sabotage qui eurent peu de succès mais attirèrent l'attention de la Gestapo. Le 15 janvier 1943, Ludvík Cupal fut retrouvé dans sa cachette dans la vieille briqueterie de Welehrad, et il eut le temps de se suicider d'une balle dans la tête.
Pour l'avoir aidé, sa sœur Johanna Cupal (de) fut jugée et condamnée à mort. Elle fut guillotinée quelques jours après avoir donné naissance à une fille (qui fut ensuite remise à une de ses sœurs). Pour que son enterrement ne soit pas exploité à des fins patriotiques, son corps ne fut pas remis à la famille.